# Joseph Wenzel Radetzky
Joseph Wenzel Radetzky (teljes nevén: Johann Joseph Wenzel Anton Franz Karl Radetzky von Radetz gróf, cseh névformában Jan Josef Václav hrabě Radecký z Radče); (Sedlčany, Csehország, 1766. november 2. – Milánó, 1858. január 5.) cseh gróf, osztrák császári-királyi tábornagy (k.k. Feldmarschall), a 19. század jelentős katonai vezetője, akinek nevét id. Johann Strauss a Radetzky-indulóval tette halhatatlanná.

## Ifjúkora
Joseph Wenzel Radetzky Csehországban, a trebnitzi kastélyban (csehül Třebnice, ma Sedlčany község része) született, nemesi család sarjaként. Édesapja gróf Peter Euseb Radetzky, a császári-királyi hadsereg századosa, édesanyja Maria Venantia, született Freiin Bechyne von Lazan. A Radetzky család eredetét a 16. századig visszamenőleg oklevelekkel lehet igazolni, de egyes ősök nevét már a 14. században is említik. A család a grófi rangot Wenzel Leopold Johann Radetzky révén kapta meg, 1764. szeptember 27-én.
1776-ban meghalt az apa, a 10 évesen árvaságra jutott fiút a nagyapja nevelte. Az öreg Radetzky gróf halála után, 1781-től 1784-ig Joseph Wenzel Radetzky a brünni Mária Terézia Lovagi Akadémián, majd a bécsi Theresianumban tanult. 1784. augusztus 1-jén kadétként belépett a Gyöngyösön állomásozó Caramelli-vértesezredbe (a későbbi 2. vértesezred). 1786-ban alhadnaggyá, 1787-ben főhadnaggyá léptették elő. 1788–89-ben részt vett a II. József által a Oszmán Birodalom ellen indított háborúban, Lacy tábornagy törzsének segédtisztjeként (Ordonnanz-Offizier).
1792–1795 között részt vett a Németalföld elleni és a rajnai hadjáratokban. A következő évben (1796-ban) lovassági századossá (Rittmeister), majd őrnaggyá léptették elő. Erődítési munkákat irányított Gradiscánál és az Isonzó folyónál. 1798. április 5-én Görzben feleségül vette Franziska von Strassoldo-Grafenberg grófnőt (1779–1854). A házasságból öt fiú és három leány született. Fiai közül később hárman tisztként szolgáltak a császári-királyi haderőben. Egyik leánya, Friederika (1815–1866) a Radetzky-huszárok kapitányához, a gerlai (I.) Wenckheim Károly grófhoz (Buda, 1811. február 24. – Gerla, 1891. június 18.) ment feleségül, és férjének gerlai birtokán élt. Gyermekük, Wenckheim Frigyes gróf (1842–1912) a tábornagy unokája.

## A napóleoni háborúkban
1799-ben Beaulieu tábornok adjutánsává (segédtisztjévé) nevezték ki. Az újonnan létrehozott felderítő hadtesthez (Pionierkorps) helyezték. Részt vett a Bonaparte tábornok elleni itáliai hadjáratban. Nem szerette a „kordon” harcmodort, amelyet még Gróf Lacy fejlesztett ki, a többi osztrák tábornok is őt utánozta. Harcolt Wurmser tábornoknak Mantua bevételére indított sikeres hadjáratában. Még ez évben alezredessé, majd ezredessé léptették elő. Személyes bátorságával tűnt ki az 1799-es trebbiai és novi csatákban. 1800-ban Voltrinál harcolt kitüntetéssel.
1800-ban, a viareggiói csatában Radetzky ezredes vezette a rohamcsapatokat. A marengói csatában (1800. június 14-én) Melas lovassági tábornok törzsének főnökeként vett részt. Öt golyótalálattól sebesült meg, lovát kilőtték alóla, amikor a csata előestéjén felderítő akciót vezetett az ellenség vonalai mögé, hogy módosíthassák Franz Xaver von Zach császári csillagjós „tudományosan kidolgozott” haditervét.
A Napóleon elleni második koalíciós háború idején Radetzky a Herzog Albrecht von Sachsen-Teschen vértes lovasezred (Kürassier-Regiment) parancsnokaként harcolt. 1800. december 3-án a hohenlindeni csatában megsebesült, újabb kitüntetést szerezve. 1801-ben kitüntették a Katonai Mária Terézia-renddel (MMThO). 1805-ben Sopronban (Oedenburg) állomásozott, innen Ulmba vezényelték.
Az 1805-ös hadjárat kezdetén vezérőrnaggyá léptették elő, és Itáliába küldték, Károly főherceg tábornagy parancsnoksága alatt. Részt vett a sikeres caldierói hadjáratban. A béke éveiben tanulmányokat folytatott és hadművészetet tanított.
1809-ben az V. hadtestben Bajorországban és Felső-Ausztriában harcolt Napóleon ellen. Braunaunál az előhad parancsnokaként kitüntetéssel működött. Május 2-án körültekintő irányítása egy egész hadosztályt mentett meg a Welsen keresztül Bécs felé zajló visszavonulásban. Helytállt a győztes asperni csatában (1809. május 21–22). Altábornaggyá (Feldmarschallleutnant) léptették elő, és a IV. hadtest parancsnokává nevezték ki. Harcolt a vesztes wagrami csatában (1809. július 5–6).
1810-ben Radetzkyt kitüntették a Katonai Mária Terézia-rend (MMThO) parancsnoki fokozatával. Megkapta a 4. vértes lovasezred másod-tulajdonosi címét, majd az 5. huszárezred (Radetzky-huszárok) névadó tulajdonosa lett. 1809 és 1812 között vezérkari főnökként kezdeményezte a hadsereg szervezetének és a taktikai rendszerének megújítását, de a kincstár ellenállása miatt nem tudta megvalósítani reformterveit, emiatt lemondott tisztségéről. Ugyancsak ő kezdeményezte a katonai hírszerzés szervezettebb formáinak kialakítását: ennek eredménye lett az „Evidenzhaltungs Abteilung”, a későbbi állandó katonai hírszerző szervezet, a Nyilvántartó Iroda elődjének létrehozása.
1813 áprilisában a szövetségesek, az Osztrák Császárság, a Porosz Királyság, és az Orosz Birodalom Schwarzenberg herceg tábornagyot nevezték ki a hatodik koalíció haderejének főparancsnokává. Radetzky altábornagy tanácsosként a Haditanács tagja lett, és kinevezték Schwarzenberg vezérkari főnökévé. E minőségében komoly befolyása volt a Napóleon elleni szövetség uralkodóinak és tábornokainak tanácskozásain. Hadjáratokat vezetett 1813 és 1815 között. Nagy szerepe volt Napóleon császár legyőzésében.
Részt vett a lipcsei győzelem megtervezésében. Új császári hadsereget állított fel, 311 000 katonából és 75 000 lovasból. I. Sándor orosz cár Napóleont egyetlen nagy csatában akarta legyőzni Drezda mellett. Bár Schwarzenberg és Radetzky ellenezték a tervet, a cár keresztülvitte akaratát. A drezdai csata Napóleon győzelmével végződött. Radetzky egyenként akarta megverni Napóleon hadseregeit. Ilyen volt a kulmi csata Észak-Csehországban, 1813. augusztus 29–30-án.
Radetzky 1813. szeptember 4-én „A jövő hadműveleteinek tervezete” („Entwurf für die künftigen Operationen”) c. írásában értékelte a szövetségesek ténykedését a drezdai, chlumeci, és katzbachi csatákban. Levonta a szükséges következtetéseket. Több vitairatot készített stratégiáról és taktikáról, ezeket később nyilvánosságra is hozták. Napóleon Szászországban koncentrálta erőit. Radetzky a szövetséges haderőt három irányból vonultatta föl Lipcse (Leipzig) felé. A lipcsei csatára (a Népek csatájára) 1813. október 16–19 között került sor. Napóleon teljes vereséget szenvedett. A három győzelmes császár kitüntetések sorát adományozta Radetzkynek. A háború további menetét Radetzky I. Sándor orosz cár támogatásával vitte végig. A szövetséges hadseregek egyenesen Franciaország felé nyomultak, I. Ferenc császár eredeti terve ellenében, aki a Rajna menti védővonal állásaiba vonult volna.
I. Sándor orosz cárnak Radetzky iránt érzett tiszteletét mutatta a következő kis közjáték: A francia határ átlépése után a kimerült Radetzky súlyosan megbetegedett, orvosa (többek között) napi egy pohár vörösbor elfogyasztását írta elő neki. A cár értesült e gyógymódról. Utasítására mindennap, azonos időpontban egy kozák tiszt jelentkezett Radetzky szállásán, ezüst kancsóban bordói bort hozott, e szavak kíséretében: „Őfelsége Sándor cár küldi Excellenciádnak e csekély innivalót”. E sajátos rituálé 1814 tavaszán, a franciaországi hadjárat egész tartama alatt minden nap lezajlott.
Radetzky részt vett a brienne-i, az Arcis-sur-Aube-i, a fère-champenoise-i és a párizsi csatákban. 1814. március 31-én, a három szövetséges császárral együtt győzelmesen vonult be Párizsba, majd velük együtt tért vissza Bécsbe, ahol 1814–1815-ben részt vett a bécsi kongresszus megbeszélésein. Közvetítőként működött Metternich osztrák kancellár és I. Sándor orosz cár között, akik nem álltak egymással beszélő viszonyban.

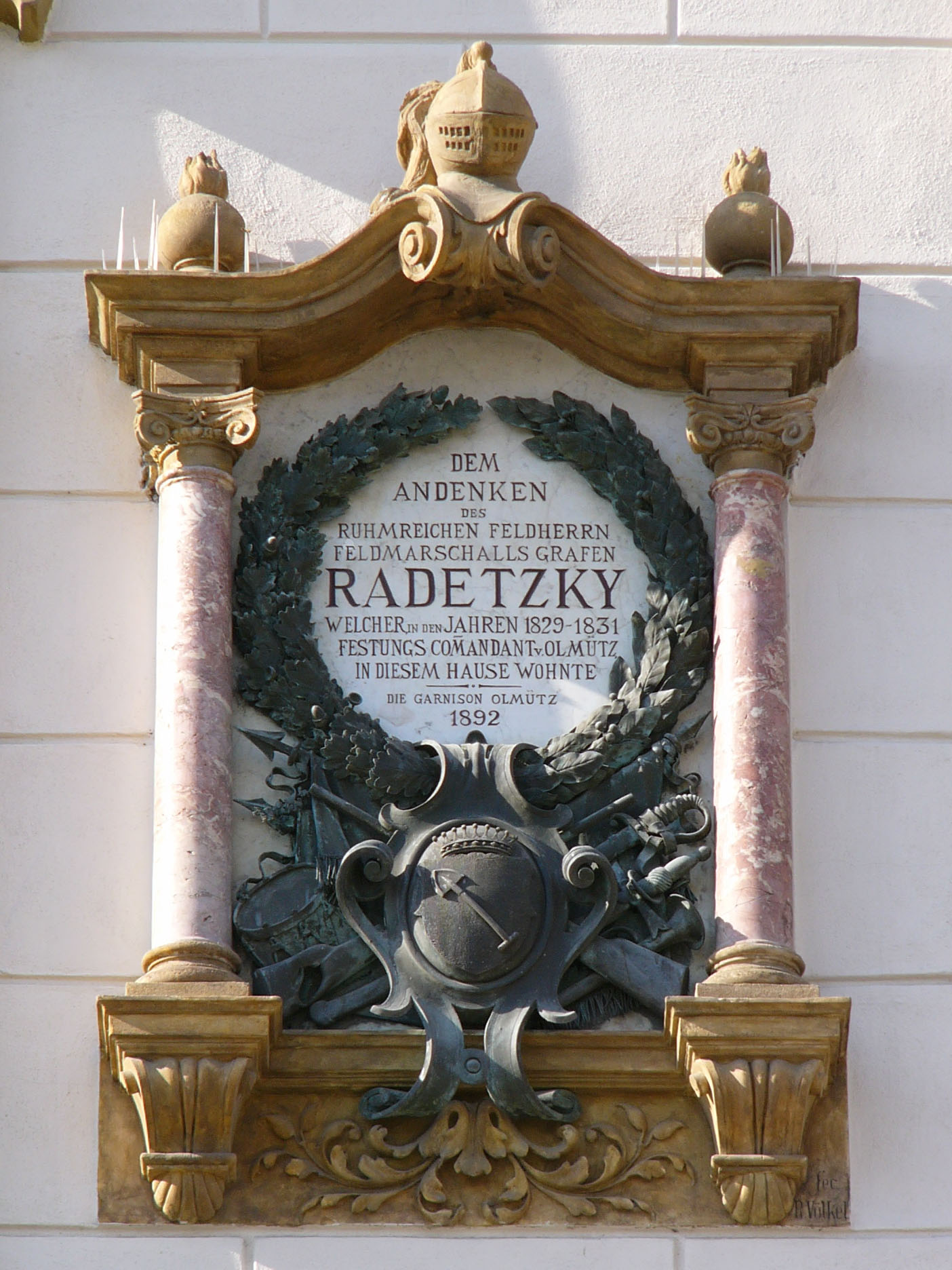
Emléktábla az olmützi Edelmann palota falán (Csehország)

## A bécsi kongresszus után
A napóleoni háborúkat lezáró békekötés utáni években Radetzky keveset szerepelt a közéletben. 1815 májusában kinevezték a Felső-Rajnai Hadsereg vezérkari főnökévé, júniusban valóságos titkos udvari tanácsosi rangot kapott. A hadsereg reformjára vonatkozó szándékait azonban nem valósíthatta meg, az általános háborús fásultság és csömör közhangulatában. 1816 és 1818 között lovassági hadosztályparancsnok volt Sopronban. Bécsben ő vezette azt a nagy lovassági parádét, amelyet az odalátogató orosz cár tiszteletére rendeztek. Ezért a cártól drágakövekkel kirakott díszkardot kapott.
1818-tól 1828-ig Habsburg–Estei Ferdinánd Károly József főhercegnek, a magyarországi hadak főparancsnokának tanácsadójaként ténykedett. 1821-től hadosztályparancsnokként működött Pest-Budán.
A reformokra való szívós törekvése növelte ellenségeinek számát. Tevékenységének ellenzői 1829-ben felterjesztették nyugdíjazásra, I. Ferenc császár azonban megvédte. 1829. február 18-án lovassági tábornokká (General der Kavallerie, G.d.C) léptette elő, és novemberben kinevezte az olmützi erőd parancsnokává.

## Itáliai hadjáratok
A Szent Szövetség tervei szerint folyó európai restauráció folyamatát azonban a franciák által támogatott olasz egységtörekvés (risorgimento) zavarta meg. Radetzkyt 1831 novemberében átvette a Lombard–Velencei Királyság területén állomásozó császári-királyi csapatok főparancsnokságát. 1833-tól kezdve aktív hadműveleteket irányított.
Frimont tábornagy parancsnoksága alatt részt vett a pápai állam elleni felkelők leverésében. Győzelme után 1834-ben kinevezték itáliai császári-királyi haderő (ekkor 104 500 katonát és 5200 lovast számláló állomány) főparancsnokává. 1836. szeptember 17-én, 70 éves korában, 52 szolgálati év után császári-királyi tábornaggyá (K. K. Feldmarschall) léptették elő. Idős kora ellenére fiatalos energiával gyakorlatoztatta és fegyelmezte a parancsnoksága alatt álló hadsereget.

Joseph Wenzel Radetzky tábornagy (1840 k.)

Az 1848. március 18-án (a magyar forradalommal szinte egyidejűleg) kitört olasz nemzeti felkelés idején a 82 éves Radetzky volt az itáliai császári-királyi haderő főparancsnoka. Visszakapta az 5. huszárezred tulajdonosának címét is. Előremutató gondolatait, reformterveit és figyelmeztetéseit a kormányzat most is figyelmen kívül hagyta, sőt megtagadták tőle azokat a pénzügyi eszközöket, amelyekre a legjobb hadseregnek is szüksége van ahhoz, hogy gyorsan felülkerekedjen a csatamezőkön. Így aztán az 1848-ban bekövetkező itáliai események – bár azok nem érték felkészületlenül – rendkívül hátrányos helyzetben találták csapatait. A Károly Albert szárd–piemonti király (1798–1849) hadserege és az általa támogatott olasz nemzeti felkelő csapatok ellen folytatott háborúban az idős tábornagy azonban bebizonyította, hogy helyet érdemel a történelem legjelentősebb hadvezérei között.
A lelkes forradalmárok, mint Giuseppe Mazzini által vezetett felkelő csapatok hadiszerencséje, kezdeti sikereik után megfordult. A bécsi és a pesti forradalom zűrzavara miatt a császári kormány óvatosságra utasította, de Radetzky nem hajtotta végre ezt a parancsot. A felkelő csapatok felső vezetését olyan rossznak ítélte, hogy – állítólag – utasította tüzérségét, hogy kíméljék az olasz tábornokokat, mert további parancsnoki ténykedésüket a császáriak számára hasznosabbnak ítélte. A háború első szakaszában, 1848-ban a támadó szárd–piemonti hadsereg több kezdeti sikert ért el (pastrengói csata, goitói csata), azután a módszeresen védekező, ellenfele hibáit kiaknázó Radetzky fokozatosan felülkerekedett.
Radetzky harctéri győzelmei Itáliában: 1848. május 6-án Santa Luciánál, Verona falai előtt, május 29-én Curtatonénál. Május 31-én bevette a peschierai, június 10-én a vicenzai erődöket. Június 11-én Treviso és Schio városok megadták magukat. Július 25-én fontos győzelmet aratott Custozzánál és augusztus 6-án csapataival bevonult Milánóba. 1849. február 27-én megkapta Bécs főváros díszpolgári oklevelét.
Az itáliai államok 1848–49-es nemzeti felkelése idején a hadi helyzet kulcsa a négy erődből álló rendszer, az „Erődnégyszög” volt (Quadrilatero). Tagjai a mantovai, a veronai, a peschierai és a legnagói erődök voltak. Radetzky ezeket szilárdan megvédelmezte, illetve sorban megostromolta és elfoglalta, majd ezekre támaszkodva ügyesen megzavarta és kijátszotta az ellenséges erőket, így nyerve időt az erősítések megérkezéséig. Károly Albert második, 1849-es támadását Radetzky már nagy erőkkel verte vissza. 1849. március 21-én győzelmes csatát vívott a nyugat-lombardiai Mortaránál, majd végső győzelmét a szárd–piemontiak és szövetségeseik fölött március 23-án a véres novarai csatában aratta, kiszorítva a hódítókat egész Lombardiából, és lemondásra kényszerítve Károly Albert királyt.
A szárd–piemonti királyi csapatok és az olasz felkelők elleni hadjárat sikeres befejezése után Radetzky 1849. április 3-án megkapta az Aranygyapjas rendet, majd április 7-én I. Miklós orosz cár kinevezte őt az orosz birodalmi hadsereg marsalljává és egy orosz huszárezred tulajdonosává.

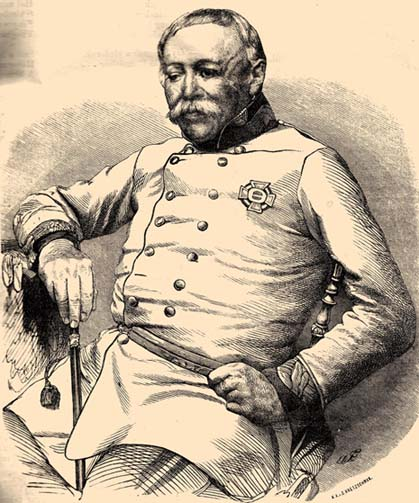
Joseph Wenzel Radetzky. Illusztráció a Vasárnapi Ujság 1858. évi 5. számában

## Utolsó évei
1850-től 1856-ig Radetzky Veronában szolgált, mint a Lombard–Velencei Királyság főkormányzója, és a II. császári-királyi hadsereg parancsnoka. Felesége, Strassoldo-Graffenberg grófnő 1854. január 12-én elhunyt.
Joseph Wenzel Graf Radetzky von Radetz tábornagy 1857. február 28-án, 72 szolgálati év után vonult nyugalomba, 46 európai érdemrend birtokában. Életének utolsó éveit Milánóban, a császár által rendelkezésére bocsátott Villa Realéban töltötte. Milánóban halt meg tüdőgyulladásban, 1858. január 5-én.
Ferenc József császár-király 14 napos gyászt rendelt el a hadseregnél és a flottánál. A császár rendelete alapján az 5. huszárezred örökre viselje tulajdonosának, Radetzky tábornagynak nevét. 1858. január 19-én az alsó-ausztriai Kleinwetzdorfban, a Heldenberg emlékhelyen (Gedenkstätte Heldenberg) ma is álló mauzóleumban temették el.

## Utóélete, értékelése

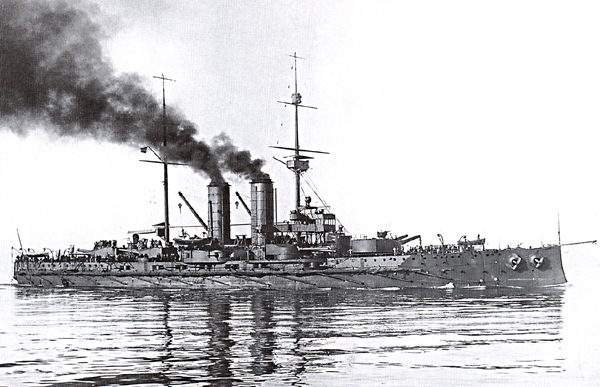
A K.u.k. haditengerészet SMS Radetzky sorhajója

A hadtörténelem lapjain Radetzky tábornagy neve egyetlen fontos győzelmes hadjárathoz kötődik. Az osztrák hadsereg történetében már a katonái által idealizált „Vater Radetzky” nevével találkozhatunk. Ez az utólagos felértékelés annak is köszönhető, hogy nem sokkal halála után Itáliában újabb harcok robbantak ki. Az 1859-66 közötti háborúkban a Radetzky által nagy gonddal felépített birodalmi hadsereg, zseniális vezére nélkül rövid idő alatt szétforgácsolódott, és minden nagyobb csatában alulmaradt.
Radetzky rendelkezett a nagy hadvezérek minden fontos tulajdonságával: vállalkozókészséggel, személyes bátorsággal, elszántsággal, stratégiai éleslátással, és rendkívüli vezetői képességekkel. Ezekhez társultak kiváló emberi erényei.
A nemzeti és monarchisztikus érzelmű osztrákok nagyra becsülték Radetzky személyét. Grillparzer az ő tiszteletére írta „Táborodban egész Ausztria” („In deinem Lager ist Österreich”) című hazafias dalát. id. Johann Strauss neki írta a „Radetzky-indulót”.
A nagy hadvezér nevét kapta a Császári és Királyi Haditengerészet (K.u.K. Kriegsmarine) egyik, 1909-ben vízre bocsátott sorhajója (modern terminológia szerint pre-dreadnought csatahajója), a 14 000 tonna vízkiszorítású SMS Radetzky.
1897-ben a budai Vízivárostól északra, a mai Bem József tér nyugati oldalát lezáró katonai raktárépületet eklektikus stílusú laktanyává építették át, Benedicty József tervei alapján. A Radetzky tábornagyról elnevezett laktanyába a 7. és 14. sz. utász-zászlóaljak költöztek be. Fordulatos története során az épület többször cserélt gazdát és nevet. Az 1989-es rendszerváltás után a Magyar Demokrata Fórum székháza lett, később irodaház. A műemlék-épületben 2022-ben jelentős átépítés kezdődött.
Carrarai márványból faragott életnagyságú szobrát felállították a Hadvezérek csarnokában, a bécsi Hadtörténeti Múzeumban.

### Radetzky művei, levelezése
- Joseph Radetzky von Radetz: Denkschriften militärisch-politischen Inhalts aus dem handschriftlichen Nachlass des k.k. österreichischen Feldmarschalls Grafen Radetzky. Stuttgart: J.G. Cotta, 1858.
- Joseph Radetzky von Radetz: Briefe des Feldmarschalls Radetzky an seine Tochter Friederike 1847-1857; aus dem Archiv der freiherrlichen Familie Walterskirchen hrsg. von Bernhard Duhr: Festschrift der Leo-Gesellschaft zur feierlichen Enthüllung des Radetzsky-Denkmals in Wien. Wien: J. Roller, 1892. (Ezek Radetzky levelei leányához, Friederike Radetzky von Radetz-hez, Wenckheim grófnéjához, melyeket a bécsi Radetzky-emlékmű leleplezése alkalmából publikáltak).

### Életrajzok
- Franz Herre: Radetzky: eine Biographie. Köln: Kiepenheuer & Witsch, 1981. ISBN 3-462-01486-2
- Franz Ferdinand Hoettinger: Radetzky : ein Stück Österreich, Höger, Lipcse, Bécs, 1934
- Joseph Radetzky von Radetz: Radetzky: sein Leben und sein Wirken; nach Briefen, Berichten und autobiographischen Skizzen zusammengestellt von Ernst Molden (Leipzig, Insel-Verlag, 1915 (Österreichische Bibliothek; Nr. 10)
- Alessandro Luzio: Radetzky Bergamo: Istituto italiano d'arti grafiche, 1901
- K.u.K. Wehrmacht honlapja: Radetzky életrajza

### Katonai pályafutása
- Petr Havel and Andrej Romanák: Maršál Radecký: vojevůdce pěti císarů, Paseka, Prága, 2000 ISBN 80-7185-297-X
- Viktor Bibl: Radetzky: Soldat und Feldherr, J. Günther, Bécs, 1955
- Hugo Kerchnawe: Radetzky: eine militär-biographische Studie, Volk und Reich Verlag, Prága, 1944
- Oskar Freiherr Wolf-Schneider von Arno: Der Feldherr Radetzky, Verlag der Militärwissenschaftlichen Mitteilungen, Bécs, 1934 (Militärwissenschaftliche Mitteilungen, No. 3)
- Hermann Kunz: Die Feldzüge des Feldmarschalls Radetzky in Oberitalien 1848 und 1849, R. Wilhelmi, Berlin, 1890
- A.B. Gavenda and Franz de Vuko és Branko (ezds.): Feldmarschall Graf Radetzky, sein Leben und seine Taten, Rohlicek, Prága, 1858
- Franz Schneidawind: Feldmarschall Graf Radetzky: sein kriegerisches Leben und seine Feldzüge vom Jahre 1784–1850 Schmid, Augsburg, 1851
- Johann Sporschil: Der Feldzug der Oesterreicher in der Lombardei unter dem General-Feldmarschall Grafen Radetzky in den Jahren 1848 und 1849, Köhler, Stuttgart, 1850
- P. S. Lebegyev: Graf Radetskii i ego pokhody v Italii h. n., 1850

### Anekdotikus történetek
- Anni Stern-Braunberg: In deinem Lager ist Österreich!: Geschichte und Anekdoten um Feldmarschall Radetzky, Stocker, Graz, 2000 ISBN 3-7020-0898-5
- Otto Stradal: Der andere Radetzky: Tatsachen und Gedanken um ein Phänomen, Österreichischer Bundesverlag, Bécs, 1981 ISBN 3-215-04438-2
- Franz Grobauer (szerk.): In seinem Lager war Österreich: Feldmarschall Radetzky in Geschichte und Anekdote, Bécs, 1957

## Emlékezete színházban, zenében
- Alexander Lernet-Holenia: Radetzky: Schauspiel in drei Akten, S. Fischer, Frankfurt am Main, 1956
- id. Johann Strauss: Radetzky-induló (Radetzky-Marsch), Op. 228